# Karl Kaiser (Politikwissenschaftler)

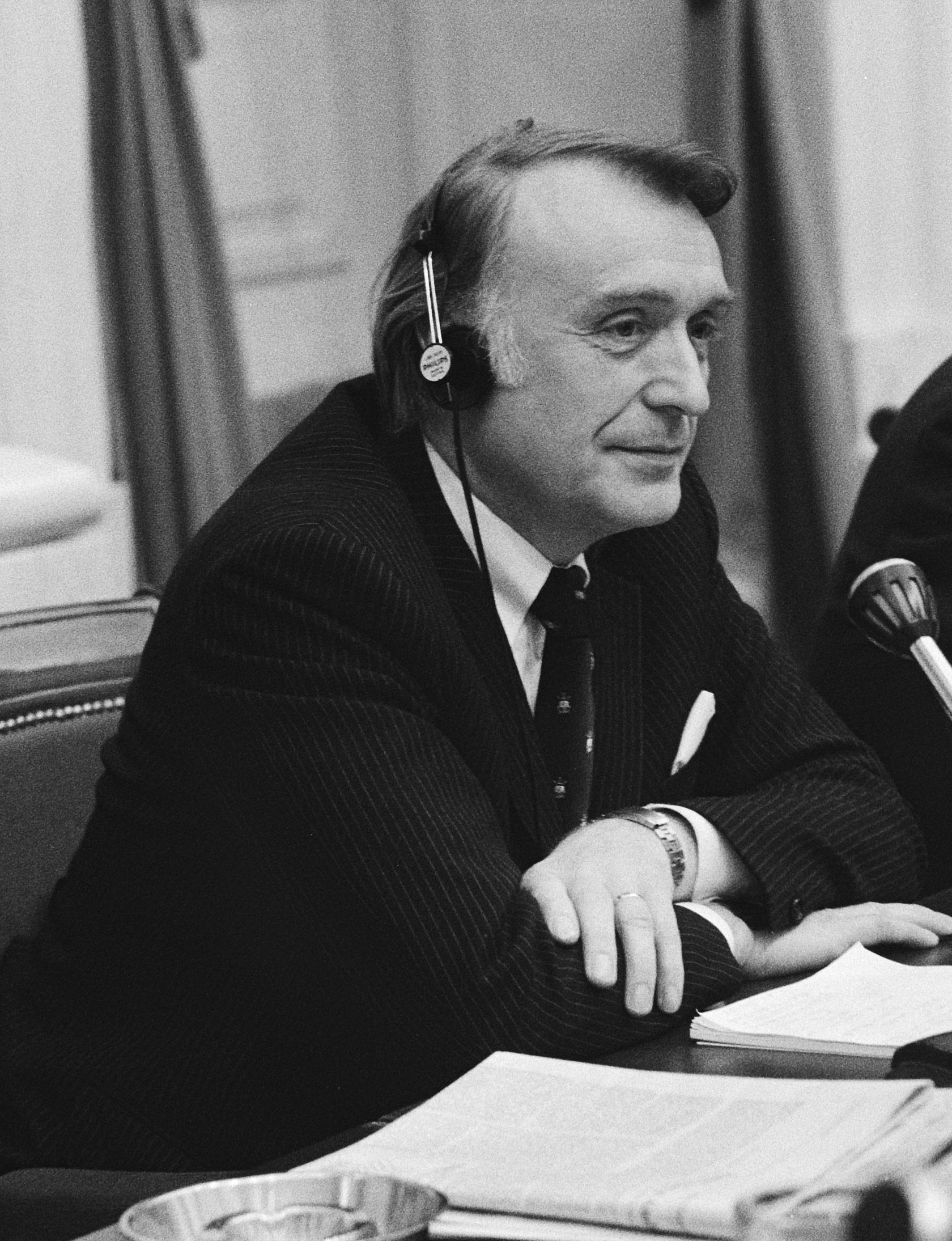
Karl Kaiser (1983)

Karl Kaiser (* 8. Dezember 1934 in Siegen) ist ein deutscher Politikwissenschaftler.

## Leben

### Ausbildung und Studium
Karl Kaiser studierte nach dem Abitur 1954 am Städtischen Jungengymnasium in Siegen/Westf. Wirtschafts- und Sozialwissenschaften an der Universität zu Köln. Kaiser schloss das Studium 1958 mit einem Abschluss als Diplom-Kaufmann und einer Diplomarbeit in Politischer Wissenschaft ab. Es folgte ein Graduiertenstudium an der Universität Grenoble, mit den Abschlüssen Diplome d’Etudes Superieures de Science Politique und Certificat d’Etudes Superieures de Science Politique des Institut de Science Politique de Grenoble 1959 und wiederum an der Universität Köln.
Zwischen Januar 1961 und Juli 1963 studierte Kaiser am Nuffield College der Universität Oxford, wo er sich auch als Tutor betätigte und seine Promotion vorbereitete. 1962 promovierte Karl Kaiser an der Universität zu Köln mit einer Dissertation zum Thema „EWG und Freihandelszone. England und der Kontinent in der europäischen Integration“.

### Forschung und Lehre
Von September 1963 bis März 1968 arbeitete Kaiser als Research Associate, Lecturer und Head-Tutor in Social Studies und als wissenschaftlicher Mitarbeiter am Center for International Affairs der Harvard University in Cambridge/Massachusetts bei Henry Kissinger an Forschungsarbeiten zur Theorie der Internationalen Beziehungen, zum europäisch-atlantischen Verhältnis und zu den transatlantischen Beziehungen. Nach seiner Rückkehr von Harvard 1968 habilitierte sich Kaiser an der Rheinischen Friedrich-Wilhelms-Universität in Bonn 1969 in Internationaler Politik bei Karl Dietrich Bracher und nahm dort eine Lehrtätigkeit in Politischer Wissenschaft auf.
Während seiner politikwissenschaftlichen Lehrtätigkeit ab 1968 in Bonn, an der zur Johns Hopkins University gehörenden Paul H. Nitze School of Advanced International Studies in Bologna 1969 und seiner anschließenden Berufung zum WS 1969/1970 auf eine Professur für Theorie und Soziologie der Politik an der Universität des Saarlandes in Saarbrücken war Kaiser wesentlich am Aufbau und der Organisation der Arbeitsgemeinschaft der Friedens- und Konfliktforscher beteiligt, deren Vorsitzender er zeitweilig war, ebenso an der späteren unter Schirmherrschaft von Bundespräsident Gustav Heinemann gegründeten Deutschen Gesellschaft für Friedens- und Konfliktforschung. In einer Bestandsaufnahme der Friedensforschung in der Bundesrepublik (1970) hat Kaiser den Begriff der „Praxeologie des Friedens“ geprägt.
Lehrtätigkeiten:
- 1968–1969 Lehrauftrag an der Rheinischen Friedrich-Wilhelms-Universität Bonn, Philosophische Fakultät
- 1968–1969: Professor für Politikwissenschaft an der School of Advanced International Studies der Johns-Hopkins-Universität in Bologna, Italien
- 1969–1974: Ordentlicher Professor für Theorie und Soziologie der Politik und Direktor des Instituts für Politikwissenschaft an der Universität des Saarlandes
- 1974–1991: Professor für Politische Wissenschaft an der Universität zu Köln
- Von 1991: Professor für Politische Wissenschaft an der Rheinischen Friedrich-Wilhelms-Universität Bonn. Kaiser wurde im Wintersemester 1999/2000 in Bonn emeritiert.
- Seit 2007 Gastprofessor am Weatherhead Center for International Affairs und der Kennedy School of Government der Harvard University.

### Deutsche Gesellschaft für Auswärtige Politik
Karl Kaiser war von 1974 bis 2003 Direktor des Forschungsinstituts und Mitglied des Geschäftsführenden Präsidiums der Deutschen Gesellschaft für Auswärtige Politik. Als Direktor des Wissenschaftlichen Direktoriums des Forschungsausschusses hat er in der Folgezeit maßgeblich die unabhängige außenpolitische Forschung in Deutschland bestimmt und vorangetrieben. In einer Rede Wolfgang Thierses zu Kaisers 70. Geburtstag hieß es dazu unter anderem:
„Mit großem Engagement haben Sie als langjähriger Otto-Wolff-Direktor des Forschungsinstituts der Gesellschaft für Auswärtige Politik ganz wesentlich zu einer unabhängigen, praxisbezogenen außenpolitischen Forschung in Deutschland beigetragen. Als Moderator und Vermittler, aber auch als Berater von Ausschüssen und Regierungen ist es Ihnen seit über drei Jahrzehnten auf hervorragende Weise gelungen, einen Dialog zwischen politischer Praxis, Wirtschaft und Wissenschaft herzustellen. Dabei haben Sie als auch überparteilich geschätzter Experte die politischen Diskussionen unserer Zeit sehr bereichert und die Außenpolitik unseres Landes mitgestaltet.“
Zudem war Karl Kaiser seit 1974 Vorsitzender der Projektgruppe zur Nichtverbreitung von Kernwaffen der DGAP und ab 1976 Vorsitzender des Deutsch-Polnischen Forums. Ab 1989 war Kaiser Vorsitzender des Gesprächskreises „Deutsch-Französische Beziehungen“ und der „Arbeitsstelle Frankreich“. Kaiser hat seit den 1970er Jahren unter den Bundeskanzlern Willy Brandt und Helmut Schmidt überdies als Politikberater mehrere Bundesregierungen beraten, gehörte von 1970 der von Helmut Schmidt berufenen Wehrstruktur-Kommission an und war von 1971 bis 1978 Mitglied des Sachverständigenrates für Umweltfragen.

## Werk
Karl Kaisers Forschungsschwerpunkt lag von Anfang an hauptsächlich im Gebiet der deutschen und europäischen Außenpolitik und der europäischen Einigung. Bereits seine Dissertation „EWG und Freihandelszone. England und der Kontinent in der europäischen Integration“ hatte die Bemühungen um die Schaffung institutionell verankerter Dauerverbindungen zwischen den westeuropäischen Staaten zum Inhalt. Spätere Veröffentlichungen befassten sich vornehmlich mit deutscher Außenpolitik (vgl. Deutsch-arabische Beziehungen: Bestimmungsfaktoren und Probleme einer Neuorientierung) und der Rolle Europas im Ost-West-Konflikt (vgl. Amerika und Westeuropa : Gegenwarts- und Zukunftsprobleme). Zusätzlich spielt die globale Sicherheitspolitik eine entscheidende Rolle in Kaisers Forschung, wobei der Schwerpunkt sowohl während als auch nach dem Ost-West-Konflikt bei nuklearer Aufrüstung und Verbreitung liegt (vgl. Kernwaffen als Faktor der internationalen Politik in: Weltpolitik: Strukturen-Akteure-Perspektiven).
Seit dem Ende des Ost-West-Konfliktes widmete sich Kaiser vornehmlich den neuen Herausforderungen, die sich für die nationale und internationale Außenpolitik ergaben. Im Rahmen seiner Tätigkeit bei der DGAP entstand daraus in Zusammenarbeit mit zahlreichen anderen Politologen zwischen 1992 und 1998 unter anderem das vierbändige Werk Deutschlands neue Außenpolitik. Karl Kaiser ist seit den 1980er Jahren regelmäßiger Teilnehmer des Bergedorfer Gesprächskreises.
Neben der regelmäßigen Teilnahme an den außenpolitischen Gesprächsrunden des Bundespräsidenten und Beratung der Bundesregierung in Fragen der Außenpolitik, hat Kaiser unter anderem mit der Studie Die Sicherheit des Westens – Neue Dimensionen und Aufgaben, die er gemeinsam mit dem amerikanischen Council on Foreign Relations, dem französischen Institut für internationale Beziehungen und dem britischen Royal Institute of international Affairs herausgegeben hat, maßgeblich den Fortgang der Entspannungspolitik und die Rolle der NATO mit wissenschaftlichen Beiträgen begleitet.

## Schriften (Auswahl)
Als Autor
- EWG und Freihandelszone. England und der Kontinent in der europäischen Integration (= Europäische Aspekte, C/15). Sythoff, Leiden 1963 (zugleich Dissertation, Universität Köln)
- German Foreign Policy in Transition. Bonn between East and West (= Oxford Paperbacks on international affairs, 159). OUP, London 1968, ISBN 0-19-285025-3.
- Friedensforschung in der Bundesrepublik Deutschland (= Schriftenreihe der Stiftung Volkswagenwerk, 8). Vandenhoeck & Ruprecht, Göttingen 1970.
- Die europäische Herausforderung und die USA. Das atlantische Verhältnis im Zeitalter weltpolitischer Strukturveränderungen. Piper, München 1973, ISBN 3-492-02034-8.

Als Herausgeber
- zusammen mit Hans-Peter Schwarz: Weltpolitik im neuen Jahrtausend. Nomos VG, Baden-Baden 2000, ISBN 3-7890-6714-8.
- zusammen mit Wolf-Dieter Eberwein (Hrsg.): Deutschlands neue Außenpolitik. Oldenbourg Verlag, München 1992/98 (4 Bände)
- zusammen mit Hans-Peter Schwarz: Weltpolitik. Strukturen, Akteure, Perspektiven (= Schriftenreihe der BpB, 217). Bundeszentrale für politische Bildung, Bonn 1985.
- zusammen mit Roger Morgan: Strukturwandlungen der Außenpolitik in Großbritannien und der Bundesrepublik (= Schriftenreihe des Forschungsinstitut der Deutschen Gesellschaft für Auswärtige Politik, 29). Oldenbourg Verlag, München 1970, ISBN 3-486-47301-8.
- zusammen mit Beate Lindemann: Kernenergie und Internationale Politik. Zur friedlichen Nutzung der Kernenergie (= Schriftenreihe des Forschungsinstituts der Deutschen Gesellschaft für Auswärtige Politik, 37). Oldenbourg Verlag, München 1975, ISBN 3-486-44251-1.
- zusammen mit Karl Markus KReis: Sicherheitspolitik vor neuen Aufgaben (= Schriftenreihe des Forschungsinstituts der Deutschen Gesellschaft für Auswärtige Politik, 13). Europa-Union-Verlag, Bonn 1979, ISBN 3-7713-0112-2.
- zusammen mit Hans-Peter Schwarz: Amerika und Westeuropa. Gegenwarts- und Zukunftsprobleme (= Schriftenreihe des Forschungsinstituts der Deutschen Gesellschaft für Auswärtige Politik). Belser, Stuttgart 1978, ISBN 3-7630-1175-7.
- zusammen mit Udo Steinbach: Deutsch-arabische Beziehungen. Bestimmungsfaktoren und Probleme einer Neuorientierung (= Schriftenreihe des Forschungsinstituts der Deutschen Gesellschaft für Auswärtige Politik, 45). Oldenbourg Verlag, München 1981, ISBN 3-486-50611-0.

## Zitate
„Der gesamte Bereich der Außenbeziehungen hat sich in den vergangenen Jahren fundamental gewandelt. Die klassischen Institutionen stehen vor völlig neuen Herausforderungen. [...] Die formale Dominanz des Auswärtigen Amtes wird der Realität nicht mehr gerecht.“
„Die Außenbeziehungen der Bundesrepublik gleichen einem explodierenden Netzwerk.“ Wolf-Dieter Eberwein/Karl Kaiser, Hrsg. 1998: Deutschlands neue Außenpolitik, Band IV. R. Oldenbourg Verlag, München
„Mit Professor Kaiser ehren wir einen anerkannten Experten für Außen- und Sicherheitspolitik, der sich in der wissenschaftlichen Politikberatung herausragende Verdienste erworben hat“ (Staatssekretär Wolfgang Lieb bei der Verleihung des Verdienstkreuzes 1. Klasse des Verdienstordens der Bundesrepublik Deutschland)

## Wissenschaftliche Auszeichnungen
- 1973: Prix Adolphe Bentinck, Paris
- 1986: Atlantic Award, Brüssel
- 1993: Ehrendoktor der Russischen Akademie der Wissenschaften
- 2007: Mitglied der American Philosophical Society[1]

## Mitgliedschaft in nationalen und internationalen Gremien
- 1970 und 1971: Mitglied der Wehrstrukturkommission der Bundesregierung
- 1982 und 1983: Sachverständiger für die Kommission des Wissenschaftsrates über die Zukunft der Friedens- und Konfliktforschung
- 1983 und 1984: Mitglied einer Expertengruppe zu Fragen der Abrüstung und einer politischen Friedensordnung
- 1989 bis 1990: Mitglied der Enquete-Kommission „Vorsorge zum Schutz der Erdatmosphäre“
- Kommissionen zur Sicherheitspolitik und internationaler Konventionen
- Beirat für die Bundesakademie für Sicherheitspolitik